# Gwieździn
Gwieździn is een plaats in het Poolse district  Człuchowski, woiwodschap Pommeren. De plaats maakt deel uit van de gemeente Rzeczenica en telt 403 inwoners.